# Xambá

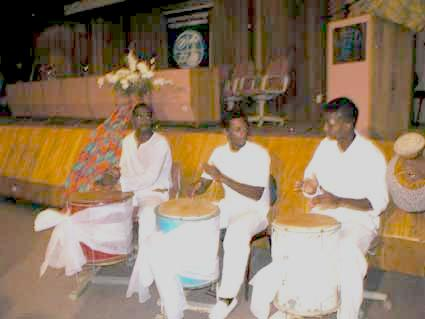
Obertura Ilús Religiosa (Foto: Pejigan Clô D'Oguiã)

La Nação Xambá es una religión afrobrasileña presente en Olinda, Pernambuco . Algunos autores, como Olga Caciatore y Reginaldo Prandi, afirman que este culto está prácticamente extinto en el país.
El pueblo Xambá o Tchambá habitó la región norte de la región Axânti y también la región del Planalto de Adamawa .

## Historia
A principios de la década de 1920, la persecución política que sufrían las religiones afrobrasileñas en el país llevó al babalorixá Artur Rosendo Pereira, a huir de Maceió, la capital del estado de Alagoas, y establecerse alrededor de 1923 en la Rua da Regeneração, en el barrio Água Fria, en la ciudad de Recife, en Pernambuco.
Antes de ese episodio, mientras aún vivía en Maceió, Rosendo viajó a la costa africana, donde pasó cuatro años con el "Tío Antônio", quien trabajaba en el mercado de Dakar, Senegal, vendiendo ollas y sartenes, según narra René Ribeiro.
Rosendo inició a muchos hijos de santo, muchos de los cuales abrieron terreiros. Entre ellos se destacó Maria das Dores da Silva conocida como "Maria Oiá", iniciada en 1928. La salida de iaô de Maria Oiá se realizó sin el sonido de los tambores y se cantó en voz baja, debido a la persecución, que persistía. Poco después de la iniciación de Maria Oiá, Rosendo regresó a Maceió.
En 1930, Maria Oiá inauguró su propio terreiro, en la Rua da Mangueira, en el barrio de Campo Grande de Recife. Al finalizar su iniciación [el 13 de diciembre de 1932], recibió en el barrancón las hojas, el cuchillo y la espada de manos de su babalorixá, quien coronó a Oiá en el trono al mediodía.
En 1932, Maria Oiá inició su primer barco de tres iaôs. Ese el mismo año, inició su segundo barco de iaôs, más grande, y en particular inició a Donatila Paraíso do Nascimento (" Mãe Tila ") quien, en 1933, asumió el cargo de yaquequerê del terreiro de Santa Bárbara. Donatila falleció en 2003 a la edad de 92 años, después de haber pasado seis décadas en el cargo. Otra hija distinguida fue Lídia Alves da Silva, también conocida como "Talabi".
Desde entonces, la sucesión de iniciaciones aumentó. En junio de 1935, Maria Oiá inició a su sucesora en los ritos, Severina Paraíso da Silva, conocida como "Mãe Biu".
Con la llegada del Estado Novo al país y ante la creciente violencia policial, en 1938 Maria Oiá se vio obligada a cerrar su terreiro, muriendo al año siguiente (1939). Este periodo de persecución mantendría a los terreiros de otras naciones del candomblé venerados en Pernambuco, y a sus fieles restringidos hasta 1950.
En 1950, Mãe Biu de Oiá Megué reabrió el terreiro Xambá, ahora en la carretera de Cumbe nº 1012, en el barrio Santa Clara, en Recife, con el Sr. Manoel Mariano da Silva como babalorixá, como Ialorixá D. Eudoxia, como padrino D. Luiz da Guia y como madrina D. Severina. Diez meses después, el 7 de abril de 1951, la institución se trasladó a su dirección actual, en la antigua Rua Albino Neves de Andrade, ahora Rua Severina Paraíso da Silva nº 65 (en honor a Mãe Biu), en la localidad de Portão do Gelo, en el barrio de São Benedito, en Olinda.
Después de la muerte de Mãe Biu en 1993, quien dirigió durante 54 años el Xambá terreiro, Mãe Tila la sucedió como Ialorixá durante 10 años, teniendo como babalorixá a su sobrino carnal Adelildo Paraíso, el carnal hijo de Mae Biu . Conocido popularmente como Ivo do Xambá, invitó a sus santos, los profesores António Albino, Hildo Leal y João Monteiro, a desarrollar un proyecto para transformar el Terreiro Portão do Gelo, en el Memorial do Xambá. En este lugar se encuentran reunidos y preservados documentos fotográficos y objetos relacionados con la vida y obra de esa líder religiosa, así como la memoria del "Terreiro Santa Bárbara Nação Xambá".
En 2004, tras el fallecimiento de Mãe Tila, Maria de Lourdes da Silva de Iemanjá, iniciada por Mae Biu el 18 de mayo de 1958, asumió el cargo de Ialorixá.
Además del trabajo de preservación del Memorial do Xambá, destaca la actuación del Grupo Bongar, compuesto por seis percusionistas y cantores de la Nación Xambá, que realiza una labor de rescate y divulgación de la cultura y religión Xambá y su baile tradicional, el coco.

## Orixás
Si bien los Orixás son prácticamente los mismos que los del Candomblé, existe una diferencia en su forma de adoración. Los orixás adorados en la tradición Xamba son:
Exu – Ogum – Odé – Ibeji – Nanã – Obaluaiê – Ieuá – Xangô – Oiá – Obá – Afrequetê – Oxum – Iemanjá – Orixalá

### Exu en Xambá
Es un orixá o un ébora con múltiples y contradictorios aspectos, haciendo que sea difícil de comprenderlo coherentemente. Es astuto, y a veces malévolo, pero tiene buenas cualidades, es jovial y dinámico. Es un orixá protector, Èsùstósìsn (Exu merece ser adorado). Exu es el guardián de los templos, las casas y las personas y los caminos, puertas y encrucijadas. Sirve de intermediario entre los hombres y los demás orixás. En la Nación Xambá, en el mes de agosto no se realizan obligaciones a otro orixá que no sea Exu, no hay ceremonia de iniciación "Yaô" para Exu en la Nación Xambá.
- Celebogum es una cualidad de Exu adorado en la Nación Xambá.
- el día de la semana es lunes, su ficha es en blanco y negro, su color es rojo.
- Saludo: Exu Bê o Bará ô Exu.
- Herramienta: amuleto (bastón de madera).
- Exu es el orixá de la comunicación, erróneamente comparado con el diablo .
- Celebrado en el mes de agosto.[6]
- Exu es siempre el primero en ser honrado.[7][8]

### Ogun en Shambá
Es el primer orixá que se saluda después de que se despacha Exu. Ogum está conectado con la naturaleza a través de los metales, principalmente el hierro, por lo que se le conoce como el protector de los metales, de la tecnología y de quienes la utilizan. En las ceremonias religiosas, en los días de anillo, siempre es Ogun quien toma la iniciativa “abriendo el círculo” para que bailen los demás orixás. Las personas que son hijos de este orisha son enérgicas en sus metas y no se desaniman fácilmente. El mes dedicado a Ogum es abril, cuando se ofrecen rosas rojas y cerveza en el mar a Ogum Beira Mar.
- El día de la semana es miércoles.
- Guía de cadena de metal, color rojo ropa.
- Saludos Ogunhê.
- Herramienta: lanza de hierro.

### Odé en Xamba
Orisha ligado al bosque, la caza, la abundancia y la inteligencia . También conocido en otras naciones de religiones afrodescendientes como Oxossi, su importancia se debe a varios factores, en África tuvo diferentes calidades, material, médica, administrativa, social y policial. Las personas que tienen este orixá son inteligentes, ágiles, ejercen con maestría posiciones de liderazgo, son personas llenas de iniciativas y siempre en camino de nuevos descubrimientos. El mes dedicado a Odé también es abril, su día de la semana es el miércoles.
- Guía de cadena de metal, los colores de la ropa son rojo o verde.
- Saludo: Odé Ô y Okê Arô.
- Herramienta: dématá (arco y flecha de hierro).

### Obaluaiê en Xamba
El orixá de la viruela y de la enfermedad, además de curar, es dueño de los ebós . También conocido como Omolu, la forma más antigua de este orisha.
Los hijos de este orixá son capaces de consagrar el bienestar de los demás, haciendo completa abstracción de sus propios intereses y necesidades vitales.
En la Nación Xamba, Obaluaiê no sale bajo Allah.
- el mes es enero.
- día de la semana es el miércoles.
- guía roja y negra.
- color de la ropa: verde.
- Saludo: Atoto.
- Herramienta: flecha de madera.

### Xangô en Xamba
Orisha de la justicia, del relámpago, de las piedras y del trueno . En la leyenda africana es el rey de Kòso (tierra), históricamente fue Alafim de Oió (reo de Oió ). Tuvo tres esposas: Oiá, Oxum y Obá . Es un orixá viril y atrevido, violento y justo, castiga a los mentirosos, ladrones y malhechores. Los hijos de este orixá tienen la característica de ser voluntariosos y enérgicos, altivos y conscientes de su real importancia. La primera gran obligación del año es Amala de Xangô . Balaneim y Aguanguá son cualidades de Xangôs veneradas en la Casa de Xambá.
- el mes de este orixá es junio.
- día de la semana es el domingo.
- color rojo y blanco.
- guía y vestimenta roja y blanca.
- Saludos Kaô Kabecilé.
- Herramienta: adamaxê (hacha doble).

### Beji no Xamba
Orishas trillizos hijos . En el sincretismo religioso está representado por Cosimo, Damião y Doú. En el toque de Bêji, se sirve un almuerzo para todos los niños y adultos, niños de la casa e invitados presentes. También hay distribución de dulces .
- Septiembre es el mes de Bêji, el día de la semana es el miércoles.
- La guía y la ropa son de color verde, rojo y blanco.

### Oiá no Xamba - Oiá/Iansã
Mujer orixá de los vientos, las tormentas y el río Níger, que en yoruba significa Odó Oiá. Fue la primera esposa de Xangô y tenía un temperamento fogoso e impetuoso y es la única orisha capaz de enfrentar y dominar a los eguns (espíritus de los muertos) por su carácter guerrero. El 13 de diciembre al mediodía se realiza la alabanza de Oiá tocando en reverencia a este orixá, momento en el cual todos los yaôs de la casa se visten con la ropa de su orixá. Cuando Mãe Biu estaba viva, se sentó en el trono de Oiá.
Los hijos de este orixá son audaces, poderosos y autoritarios.
- El mes dedicado a Oiá es diciembre.
- el dia es jueves
- ropa color rosa, ficha roja.
- Saludos: Epaei Oiá y Epahey Iansã.
- Herramienta: espada.

### Afrequetê en Xamba
Mitología vodum más conocido como Averequete . Vodum de origen dahomeyano que fue incorporado como orixá por los yoruba . Hasta el momento actual, Afrequetê ha sido adorada en Pernambuco solamente en la Nación Xambá, considerada como Orixá femenina. Sus colores son variados y su guía es coloreada. El mes dedicado a este orixá es diciembre y el día de la semana es el jueves. Colocación: bol de cerámica.

### Oxum en Shambá
Hembra orixá del río del mismo nombre que corre en Nigeria, en Ijexá e Ijebu . Fue la segunda esposa de Xangô y anteriormente vivió con Ogun, Orumilá y Odé . Vinculado al elemento de la naturaleza el oro y también a las aguas de los ríos y cascadas . Las mujeres que desean tener hijos acuden a este orixá, por lo que también es el controlador de la fertilidad, asociada popularmente con la belleza y la vanidad .
En Nação Xambá, en febrero se ofrecen flores en el río .
- El mes dedicado a Oxum es febrero.
- el color de la ropa y la guía es amarillo.
- El día de la semana es el martes.
- Saludo: Ora Yê Yé Ô.
- Herramienta: abebé (espejo).

### Oba en Xamba
Orisha femenina muy enérgica y físicamente más fuerte que muchos orishas masculinos. Según una de las leyendas africanas, habría desafiado, en secuencia, a varios orixás, entre ellos Oxalá, Xangô y Orumilá . Se convirtió en la tercera esposa de Xangô, y tuvo grandes rivalidades con Oxum (segunda esposa de este orixá). Las mujeres hijas de este orixá tienen actitudes militantes y agresivas, consecuencia de experiencias infelices o amargas que han vivido.
El anidamiento es un cuenco de loza.
- Día de la semana jueves.
- color de ropa rosa.
- guía roja.
- Saludos Obá Ciô.

### Ewá en Xamba
Orixá femenino asociado a la belleza.
En la Nación Xambá, el asentamiento de Ewá es una vasija de barro.
- Día de la semana Miércoles.
- guía en colores amarillo, rosa y morado.

### Yemanjá en Xamba
Su nombre Yèyé Omo Ejá significa madre cuyos hijos son peces . Es un orixá femenino de las aguas de los mares, océanos o del encuentro de ríos y mares . Madre de la mayoría de los orishas, representada como una matrona de pechos voluminosos, símbolo de la maternidad fértil y nutritiva. Ella es dueña de los oris (cabezas). En el mes de diciembre ofrecen flores blancas en el mar, no ofrecen macetas a Yemanjá.
Las personas que son hijas de este orixá son testarudas, fuertes, rigurosas y altivas.
- El mes dedicado a Yemanjá es mayo.
- día de la semana es el sábado.
- color de la ropa azul claro con blanco
- guía de Perlas Transparentes.
- Saludo: Odô Miô.
- Herramienta: abebé ( luna y estrella ).

### Nana en Xamba
Es la más anciana de las orixás femeninas, conectada con la naturaleza a través del barro y el barro y los manglares, también es considerada la orixá de la sabiduría por ser la más anciana. Los hijos de Nanã suelen comportarse con la indulgencia de sus abuelos, actúan con confianza y majestuosidad, sus reacciones son equilibradas y la pertinencia de sus decisiones los mantiene siempre sabios.
Nanã no sale bajo Allah, solo hace oborí.
- Dedicamos el mes de julio a este orixá,
- día de la semana es miércoles,
- la guía es verde o morada,
- el color de la ropa es violeta
- Saludo: Atotô salubá.

### Orixalá en Xamba
El orixá mayor, considerado el padre de la mayoría de los orixás, representa la paz. En el mes de julio, todos los viernes hay arroz de Orixalá (Ossé), ocasión en la que la gente canta mucho a este orixá. Durante todo el mes de octubre no hay obligación de sangre en la casa, solo ñame y bagre terminando con un toque a fin de mes.
- El mes de Orixalá es julio.
- día de la semana es el viernes.
- color de la ropa y la correa: blanco.
- Herramienta: Opaxorô (bastón).

## Ritual
El ritual es similar al del Candomblé .
Calendario de fiestas:
Toque de Obaluaiê - 21 de enero
Toque de Oxum - 11 de febrero
Toque de Ogun - 29 de abril
Toque de Yemanjá - 27 de mayo
Toque de Xango - 17 de junio
Coco da Xambá - 29 de junio - Cumpleaños de la Madre Biu
Toque de Orixalá - 29 de julio
Cumpleaños de la Babalorixá de la Casa - Ivo do Xambá - 6 de agosto
Día del Quilombo Urbano de Porto do Gelo - 24 de septiembre
Ibeji Touch - 30 de septiembre
Toque de ñame - 28 de octubre
Día de la Conciencia Negra - 20 de noviembre
Elogio de Oiá - 12:00 - 13 de diciembre
Toque Oiá - 16 de diciembre
Los tonos de llamada son siempre a las 4 pm. En todos los toques se sirve café con manguzá a los santos de la casa y a los invitados, que es tradición de la casa.
A los visitantes:
- No se permite ropa negra.
- Los hombres deben usar pantalones (nunca shorts, shorts o camiseta sin mangas)
- Las mujeres deben llevar falda o vestido por debajo de la rodilla (nunca pantalones o camiseta)

## Nación Xamba honrada
El Gobierno del Estado de Pernambuco y el Grande Recife Consórcio de Transporte Metropolitano adoptaron el nombre de Xambá para el Terminal Integrado de Ómnibus que fue construido junto a Terreiro en la ciudad de Olinda . La Terminal Integrada Xambá fue inaugurada en agosto de 2013.